# Pécsvárad

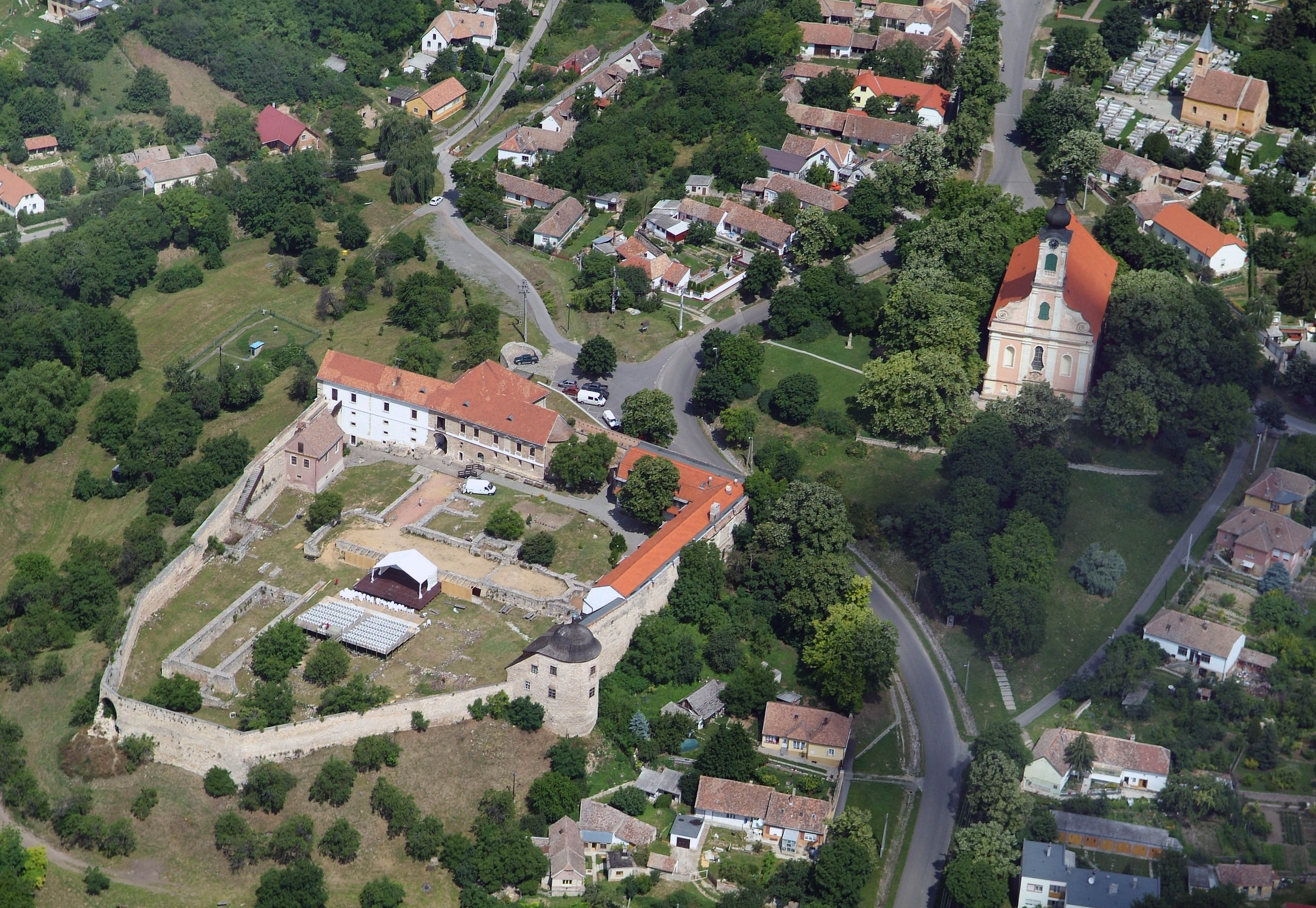
Flygbild över Pécsvárad.

Pécsvárad (tyska: Petschwar) är en mindre stad i Ungern med 3 965 invånare (2020).